# 青岛民国日报事件
青岛《民国日报》事件为1932年1月发生于中国青岛市的一次中日冲突。青岛日本侨民因不满国民党青岛市党部机关报《民国日报》的反日态度，举行示威并打砸破坏、纵火烧毁民国日报社和青岛市党部大楼，日本海军派遣陆战队登陆青岛驻扎一日后撤回。此后中日双方几经交涉未有结果。此事体现了1931年后中日矛盾不断激化的情形，以及国民政府在中日冲突中的相对劣势状态。

## 事件背景
1914年日军占领青岛后，青岛日侨人口激增，1919年有两万余人，1922年北洋政府收回青岛主权后有所下跌，但1920年代后期至1930年代初日侨人口仍稳定在一万人左右，在青岛的经济、政治等领域具有较大影响力。青岛日本居留民团为当时青岛最大外侨组织，除统一协调日商工商政策、为日侨提供便利外，同时具有组织民兵武装的准军事组织职能。日本政府在青岛设有日本驻青岛总领事馆，日本海军舰只也常在青岛海域停泊、巡弋。
青岛《民国日报》1929年创刊，为国民党青岛市党部机关报，报社位于中山路，社长为青岛市党部宣传部部长杨兴勤。1931年九一八事变后中日矛盾激化，《民国日报》多次报导日本侵略事件，日本领事馆对此数次向青岛市政府抗议，时任市长沈鸿烈允诺加以约束，但以言论自由为由拒绝查封报社。

## 事件过程
1932年1月8日，日本昭和天皇在东京樱田门外阅兵时，韩国人李奉昌投掷手榴弹行刺天皇未遂。1月9日，《民国日报》以《韩国不亡，义士李奉昌刺日皇未遂》为题，报导此事始末。日本领事馆当天即向青岛市政府提出强烈抗议，指责该报称行刺者为“义士”为有意侮辱天皇，要求报社公开道歉、追究报社责任。沈鸿烈与社长杨兴勤通电话，并派参事周家彦前往市党部接洽，要求其以大局为重，接受日方要求。报社表示同意有原则地道歉。不久后日方又表示“日侨感情激烈，此事不能依照原提条件解决”。
1月11日晚，时任日本总领事川越茂登门拜会沈鸿烈，要求市长亲自公开道歉、《民国日报》停刊，沈鸿烈称该报为市党部机关报，要求停刊略显过分，且非一市长所能决定，将与市党部商讨后次日予以答复。当日夜晚，沈鸿烈为防备事态扩大，召集紧急会议初步拟定应急方案，紧急通知海军陆战队及警察积极布防，严防日军军事行动；迅速与日本领事馆协商，以求和平解决，必要时请英、美、法等国领事出面斡旋；提醒市内商铺严加防范，若有事端及早关门，以防损失，并提醒市民减少外出，以防浪人寻衅滋事等。

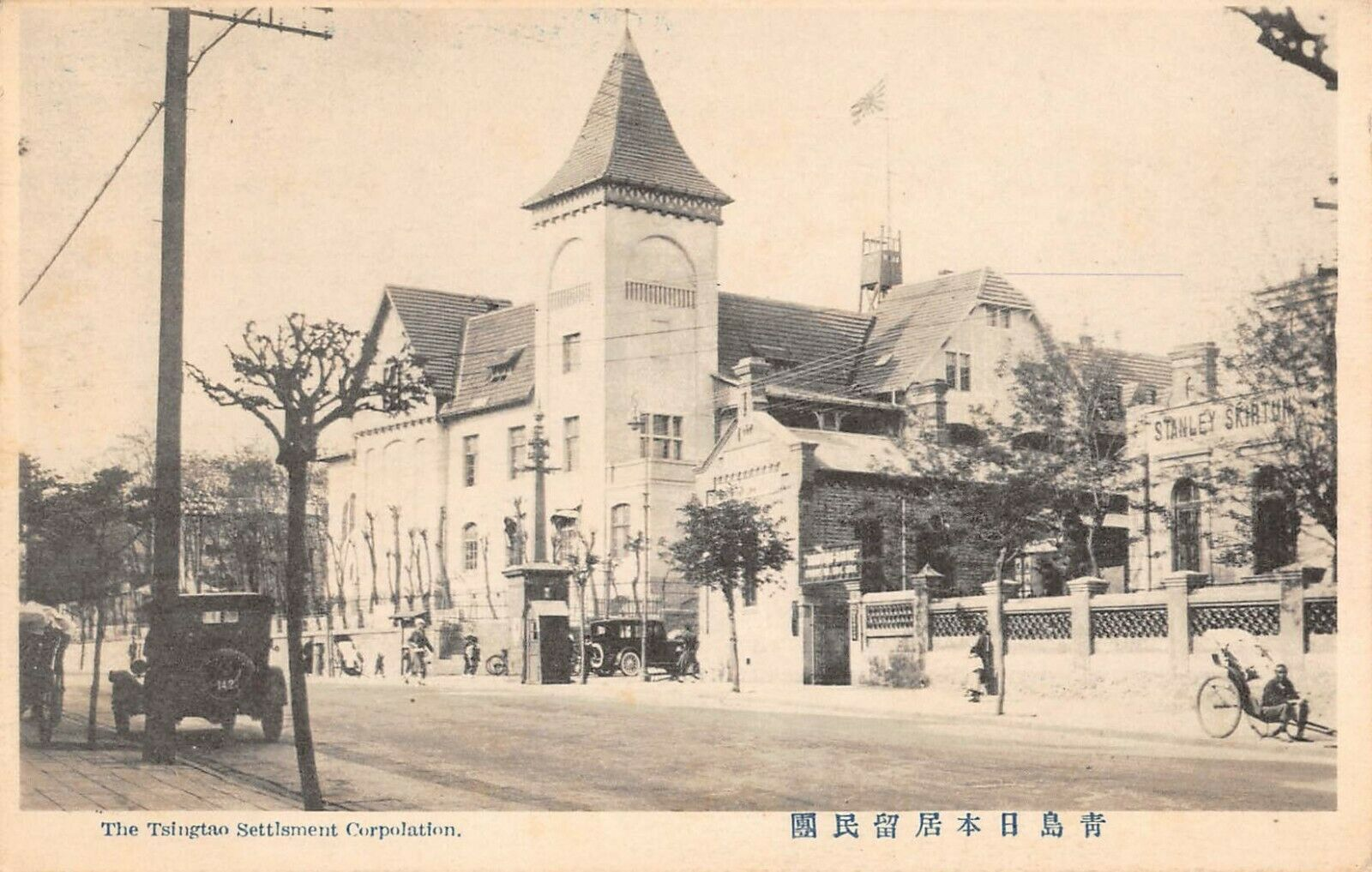
青岛日本居留民团

1月12日早8时许（一说9时10分），两名日本人在中山路民国日报社鸣枪示威，并投掷燃烧瓶纵火，附近警察闻讯赶来时两名日本人开枪拒捕。因有令禁止擅自向日本人开枪，警察并未开枪还击，两名日本人遂撤退至中山路湖北路路口的日本居留民团总部。之后消防队赶到现场将火焰扑灭。当天下午2时，沈鸿烈邀请川越茂到市政府继续谈判，并达成四项协议：民国日报社社长向日本领事馆道歉；《民国日报》停刊十日；《民国日报》复刊时公开刊登道歉启事；今后杜绝类似事件发生。下午3时，日本居留民团总部有上千名日本人集结并高呼口号，之后又有十余名日本人驱车开往太平路市党部大楼，此时市党部人员已全部撤离，十余名日本人便闯入市党部大楼打砸（一说有一人向门窗内开枪），之后驱车开往民国日报社，向报社内投掷了一枚手榴弹。
当日傍晚6时许，上千名日本侨民从日本居留民团总部出发，沿街游行示威、高呼口号。晚8时40分，一百余名日本人闯入民国日报社打砸，之后又冲进市党部大楼打砸，将门窗、办公设备等全部砸毁，最后在二楼纵火。与此同时，日本海军派出装甲巡洋舰出云号和八云号搭载日本海军陆战队数百人（一说三百人、一说五百余人、一说八百余人）登陆，分别在日本领事馆与日本居留民团周边布防警戒。因日本人阻拦前来救援的消防队，市党部大火燃烧一夜，直至次日凌晨5时许才渐渐熄灭，导致大楼几乎被焚毁。市政府事后总计损失595607.29元。
1月13日早晨，沈鸿烈紧急照会日本领事馆提出强烈抗议。当晚9时（一说下午4时），日本海军陆战队撤回军舰。

## 事后交涉处理

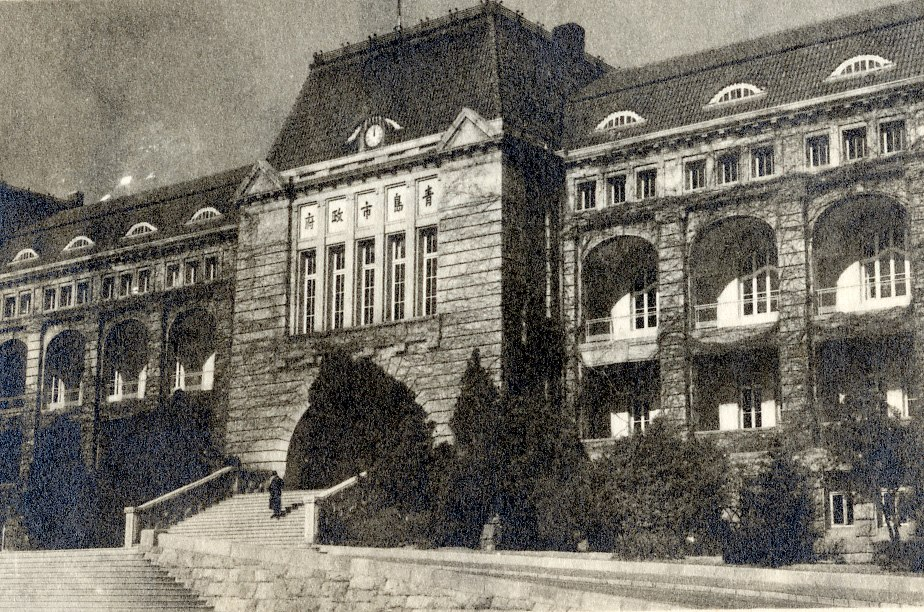
青岛市政府

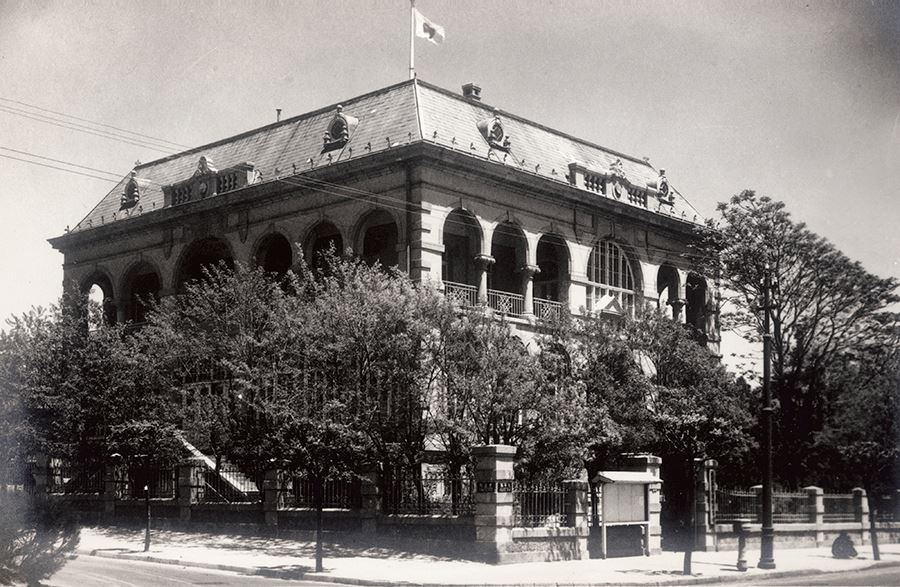
日本驻青岛总领事馆

1月13日，青岛市政府就日本侨民暴动及日军登陆青岛之事向日本驻青领事馆提出强烈抗议，并提出四项要求：日本领事馆向青岛市政府道歉、从速缉捕肇事犯人并严加惩办、所有损失如数赔偿、保证今后不再发生类似事件。1月21日，日本领事馆函复市政府，称市政府应负全责，市政府2月24日回函予以驳斥、抗议，双方文函来往延续至10月份。
日方认为：此事直接原因为《民国日报》记载不敬事件，市政府管束日报社不彻底；事发当天市政府未尽维持治安之职责，此事件系市政府懈怠职责之结果，故市政府应负全责；领事馆对此事调查审理后已依法处分完毕。中方则认为：《民国日报》记载事件为一事，市党部被焚毁为另一事，不能混为因果，前者当时双方已经协议解决，后者则纯属日本侨民蔑视两国法规，故意扰乱治安、破坏建筑物；管束、处置日侨的职责属于日本领事馆，而事发当日领事馆毫不过问，反诬中方放弃职责，若日本领事馆不认为此后日侨不法行为均应由市政府处理，则不应推卸责任；该案犯人及其犯罪行为既经领事馆审理确认，望日方明示其处置详情，市政府所要求道歉、赔偿、保证等项，日方亦应迅速照办。
日方最终回复：“我方之见解，迄今已反复说明在案，确信嗣后毫无推翻从来见解之余地。”青岛市政府对日方态度表示“不胜遗憾”。同年10月29日，国民政府外交部向青岛市政府查询此事经过及损失，青岛市政府于当日复文。1933年6月，青岛市政府又补送历次交涉函件请外交部查照，此后交涉结果不明。
1932年2月，国民党青岛市党部对外宣布解散，《民国日报》停刊。3月29日，国民党中央组织部命令青岛市党部暂以秘密方式开展工作。
1934年，市党部大楼房主刘子山家族出资修缮原市党部大楼，此后由中央银行青岛分行租用。